# Casa Cuna de Fraisoro
La Casa cuna de Fraisoro fue una institución benéfica tutelada por la Diputación Foral de Guipúzcoa de acogida a niños abandonados. Inició su actividad en 1903 en el municipio guipuzcoano de Cizúrquil del País Vasco y cesó su ejercicio como tal en 1994.
A lo largo de  su historia pasaron  12.000 niños por el centro y dieron a luz  3500 mujeres que mayoritariamente abandonaron a sus hijos.
El periodo en el que el médico Jesús Alustiza prestó servicio en la institución (1923 - 1951) fue el de mayor actividad, ya que durante esos años se atendió a más de la mitad de los partos y de los menores que pasaron por Fraisoro.

## Historia
En el siglo XIX unos 14000 niños fueron abandonados  en Guipúzcoa falleciendo prematuramente gran parte de ellos. por lo que, ante esta grave situación, la Diputación Foral de Guipúzcoa junto con La Caja de Ahorros Provincial (Kutxa) fundaron en 1903 la Casa Cuna de Fraisoro en el municipio de Cizúrquil (Guipúzcoa), siguiendo los parámetros de estos centros en Europa.
Se comenzó acogiendo a los niños abandonados y a partir de 1913 se creó la maternidad acogiendo a mujeres en el séptimo mes de embarazo. Estas debían cumplir unas condiciones como ser solteras y primíparas con intención de abandonar el hijo.
Con la creación de la maternidad se clausuró el torno de Fraisoro en 1913.
Ramón Cortázar  fue el arquitecto que dirigió la construcción del edificio, y para su mantenimiento contaron con la labor de Las Hijas de la Caridad en una comunidad de 11 religiosas junto con 25 o 30 nodrizas internas, un médico director y cuando empezó su actividad la maternidad se contrataron varias comadronas.
En el cementerio de Amasa la Diputación de Guipúzcoa sufragó un panteón destinado a las religiosas fallecidas en el establecimiento.
Desde 1804 existían en la provincia cuatro casas torno dirigidas por "torneras" en Donostia, Tolosa, Azpeitia, y Bergara que se clausuraron en 1910 centralizando la actividad de la provincia en Fraisoro donde permanecían los niños hasta los 5 años.
Se implantó un sistema alimenticio priorizando la lactancia materna propia o mediante nodrizas que sumado a los cuidados médico-higiénicos aplicados conllevó a un índice de mortalidad muy por debajo de otras Casas Cuna en el Estado español. El desarrollo de fórmulas más completas para la leche en polvo a partir de los años cuarenta llevó paulatinamente a la desaparición de la figura de la nodriza.
Un hecho destacable fue el descubrimiento de la prueba de  Wassermann en 1906 para la detección de la sífilis con lo que se prevenía el contagio desde un recién nacido enfermo asintomático a las nodrizas en el momento de lactar. Según indica el historiador Serapio Múgica Zufiria, Fraisoro fue la primera institución en España que la utilizó.  Con la llegada de la penicilina en 1946 se erradicó esta enfermedad.
Otro hecho destacable ´fue en  1930. La Casa Cuna  fue pionera en la vacunación contra la tuberculosis en Guipúzcoa. En ese momento había 256 niños acogidos en el Centro.
Hay que valorar que hasta el siglo XVIII morían prácticamente el 100% de los niños abandonados en Guipúzcoa y en el siglo XIX la mortalidad era netamente superior al 50%. Desde la creación de Fraisoro los índices de mortalidad disminuyeron enormemente siendo un centro de referencia en España.
En los primeros años del siglo XX se abandonaban oficialmente al año 150 niños expósitos en Guipúzcoa.
Ninguna mujer tomaba fácilmente la decisión de abandonar un hijo y lo hacían básicamente por motivos de “honor” al ser madres solteras, por motivos económicos al no poder atender a la prole, por falta de lactancia, al ser niños discapacitados o en menor medida a otras distocias sociales como violaciones,  prostitución, malos tratos o como en alguna ocasión en que el padre y el abuelo eran la misma persona.
Otra causa de abandono era el fallecimiento de la madre. 
Es tristemente reseñable que los niños con discapacidades intelectuales como por ejemplo síndrome de Down o físicas como poliomielitis, tuberculosis o secuelas de la meningitis como ceguera o sordera,   no eran acogidos por ninguna familia y eran derivados a la Misericordia de Tolosa al cumplir los cinco años. El número de estos niños errantes (unos 5 al año) disminuyó a mediados del siglo XX con la aparición de fármacos antiinfecciosos eficaces y vacunas que erradicaron las enfermedades infecciosas antes citadas. Hasta 1930 en que se comenzó a utilizar en Guipúzcoa la vacuna contra la tuberculosis (BCG) solo existía la vacuna contra la viruela y la fiebre tifoidea.  
Las enfermedades que producían el mayor número de fallecimientos en los niños  hasta 1950 eran por este orden: infecciones e intolerancias gastrointestinales; infecciones respiratorias; meningitis; tuberculosis y tos ferina.
Respecto a la procedencia de las madres, el 64% eran de origen guipuzcoano, el 13% navarras y con más frecuencia jóvenes de entre 15 y 25 años. Tras su paso por Fraisoro un 50% volvían a sus hogares y las demás se colocaban como nodrizas, en el servicio doméstico y una minoría terminaba en la prostitución o ingresaba en una orden religiosa, especialmente las oblatas del santísimo corazón.
A partir de 1921 se añadieron diez habitaciones individuales de pago para madres gestantes que preservaban el anonimato.
Desde 1916 se procuraba que las madres que daban a luz en el centro, se quedaran dos meses con lo que la supervivencia del niño mejoraba y algunas madres reconsideraban el abandono.

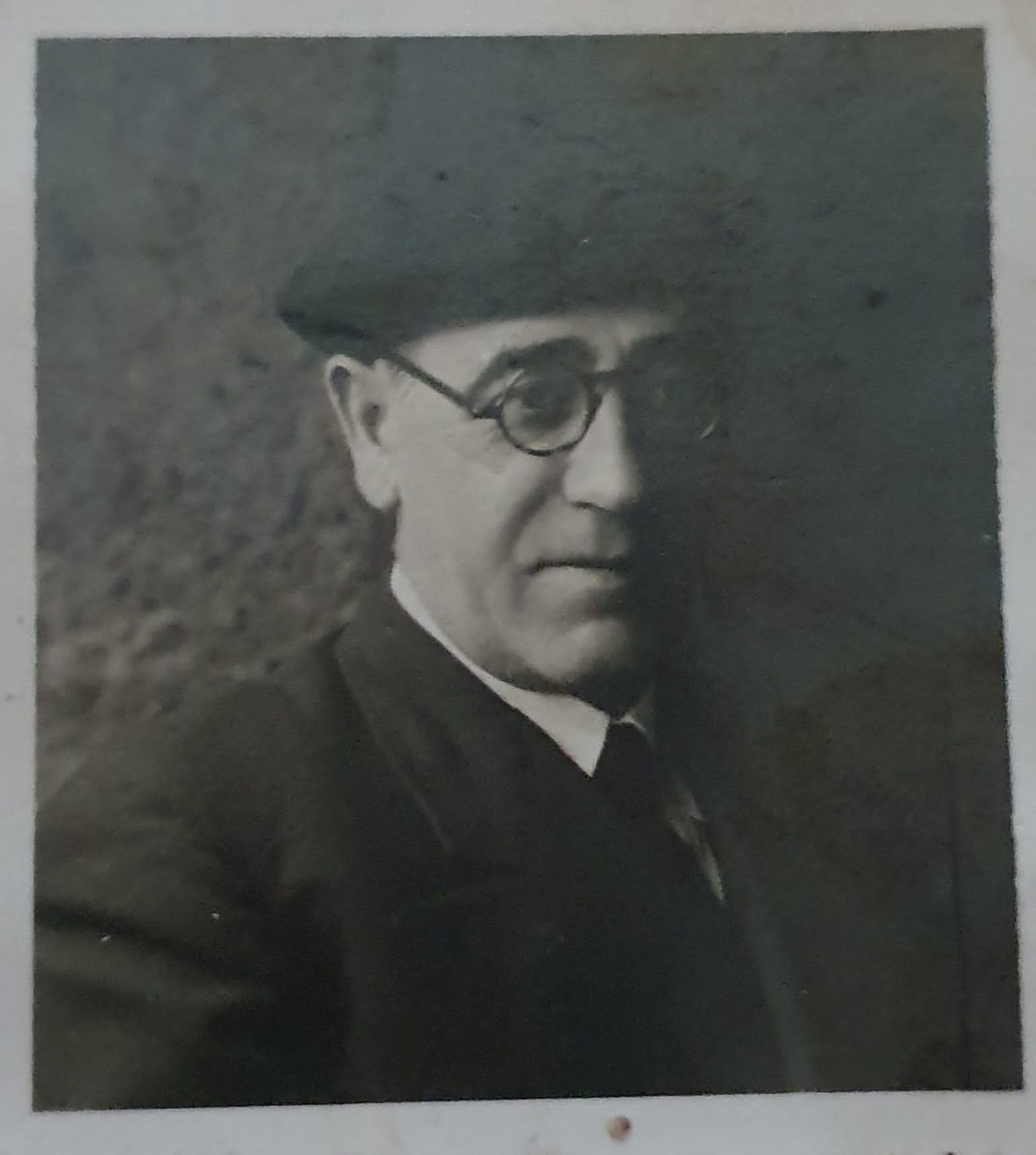
Jesús Alustiza Urteaga

En 1923 se celebró en San Sebastián el 2º congreso nacional de pediatría y el día 4 de septiembre los congresistas Juan Bravo Frías y Juan Antonio Alonso Muñoyerro entre otros visitaron la Casa Cuna de Fraisoro como aprendizaje para otros lugares. Estos médicos junto con los doctores Alustiza, que dirigieron la Casa Cuna durante 63 años, eran partidarios de formalizar la identificación legal del padre en casos de abandono con implicaciones económicas lo que posibilitaría que la madre no abandonara al hijo, pero hubo muchas trabas y no se realizó.
En 1981 la Diputación de Guipúzcoa abrió el Centro a la " Asociación Guipuzcoana pro-subnormales" para atender a personas que entonces se referían como “retrasadas profundas”.
Con la Casa Cuna de Fraisoro a principios del siglo XX la provincia de Guipúzcoa pasó de un atraso ancestral a ser un territorio puntero en el cuidado de la madre y del niño abandonado con un adecuado sistema administrativo para su época.

## Datos de actividad
En total pasaron por la Casa Cuna unos 12.000 niños y se atendieron unos 3500 partos de los que mayoritariamente eran solteras y primíparas que abandonaban definitivamente al niño. Los partos de las mujeres casadas o solteras no primíparas con intención de abandonar su hijo se realizaban en otras maternidades de la provincia.
En 1890 la mortalidad infantil de los niños abandonados en la casa-torno de Donostia era del 52%, en Fraisoro en 1910 era del 25%, en 1926 se redujo al 12%  y a partir de 1953 fue del 1%. 
En cuanto a la mortalidad materna, no está cuantificado su número pero las causas más frecuentes eran la hemorragia postparto y la infección puerperal.  A principios del siglo XX fallecía una madre cada 175 partos.
En 1923 hubo 333 niños en el Centro, que fue el máximo de su historia. Repartidos por la provincia con nodrizas externas había un número similar de niños quedándose en Fraisoro los más débiles. En las últimas décadas fue disminuyendo y a partir de 1976 no superaba los 100 niños. El mayor número de nacimientos fue en 1948 año en el que nacieron 76 niños.
En 1931 gracias a la insistencia del médico Jesús Alustiza, se instauró una pauta progresista para la época que perduró varias décadas por la que la Diputación remuneraba económicamente durante dos años a las madres que optaban por quedarse a su hijo, lo que disminuyó el número de niños abandonados.
A partir de 1960 se derivaron los partos al recién creado Hospital Provincial de Guipúzcoa con lo que los nacimientos disminuyeron casi totalmente hasta 1968 en que nació el último niño en el centro.
Esto último, unido al avance en las medidas anticonceptivas,  hizo que descendiera paulatinamente el número de niños en la institución hasta su cierre en 1994 en que se convirtió en un centro gerontológico.

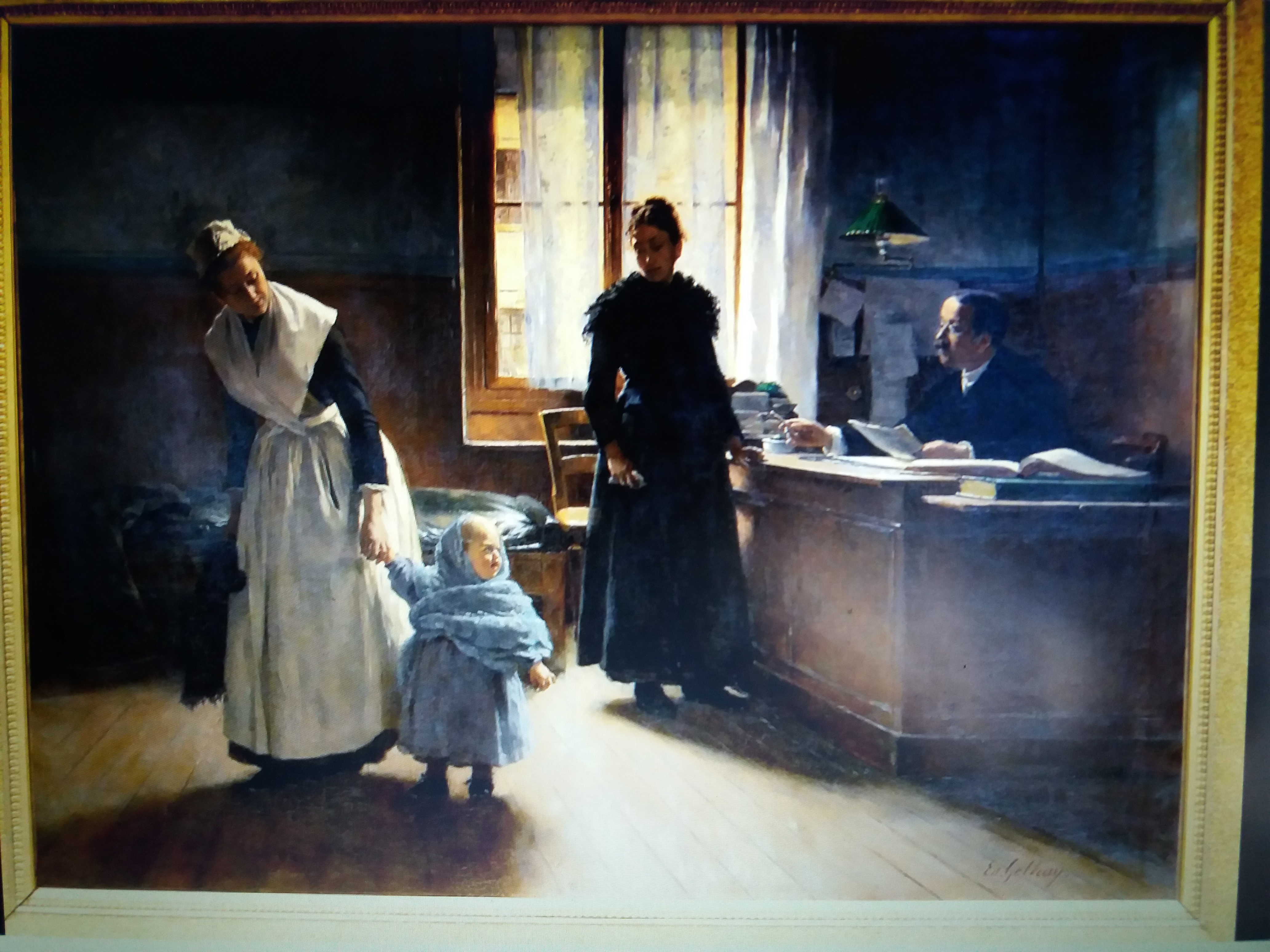
El abandono,

En cuanto a los abandonos temporales la edad más frecuente del niño era el primer mes de vida siendo este el periodo más crítico ya que algunos llegaban a la Casa Cuna con problemas neonatológicos como niños de bajo peso por falta de lactancia materna etc.. Este grupo de niños eran generalmente recuperados por sus familias biológicas tras superar los problemas de miseria o de salud que empujaron al abandono.
En un estudio realizado por la Sociedad Científica Aranzadi entre 1940 y 1990 se concluyó que en total un 51% de los niños eran devueltos a sus familias biológicas, un 32% eran adoptados, un 5% eran prohijados y un 4% se derivaban a la Misericordia de Tolosa al cumplir los cinco años sin ser acogidos.
Estos datos refuerzan la importancia que tenía el abandono temporal frente al abandono definitivo en Fraisoro.
En 2010 se editó el libro “Fraisoroko amak,Fraisoroko aurrak” en euskera que narra la historia del Centro y diferentes anécdotas desde su fundación en 1903.  Fue presentado en Cizurquil por su autora, Eva García Magriñá, En este libro se describen dos situaciones sanitarias excepcionales que ocurrieron en su historia. En 1920 la pandemia de gripe asociada con una epidemia de sarampión, una sindemia, y en 1947 hubo una toxicosis generalizada descrita a continuación por el médico Jesús Alustiza Urteaga:
"En agosto, con unos días bochornosos continuados, empezaron las afecciones gastrointestinales tomando un carácter epidémico propio de centros con muchos niños. Llegó un día que casi todos estaban afectados. Fueron diagnosticados 48 dispepsias agudas más o menos graves y 23 toxicosis. Se hizo tratamiento intenso, aislamiento, hidratación, transfusión de plasma, etc. Todo el personal, especialmente las hermanas y mi hijo como ayudante, trabajó lo indecible pero a pesar de todo sufrimos 11 bajas y pudimos salvar de este estado gravísimo a 12 niños". 

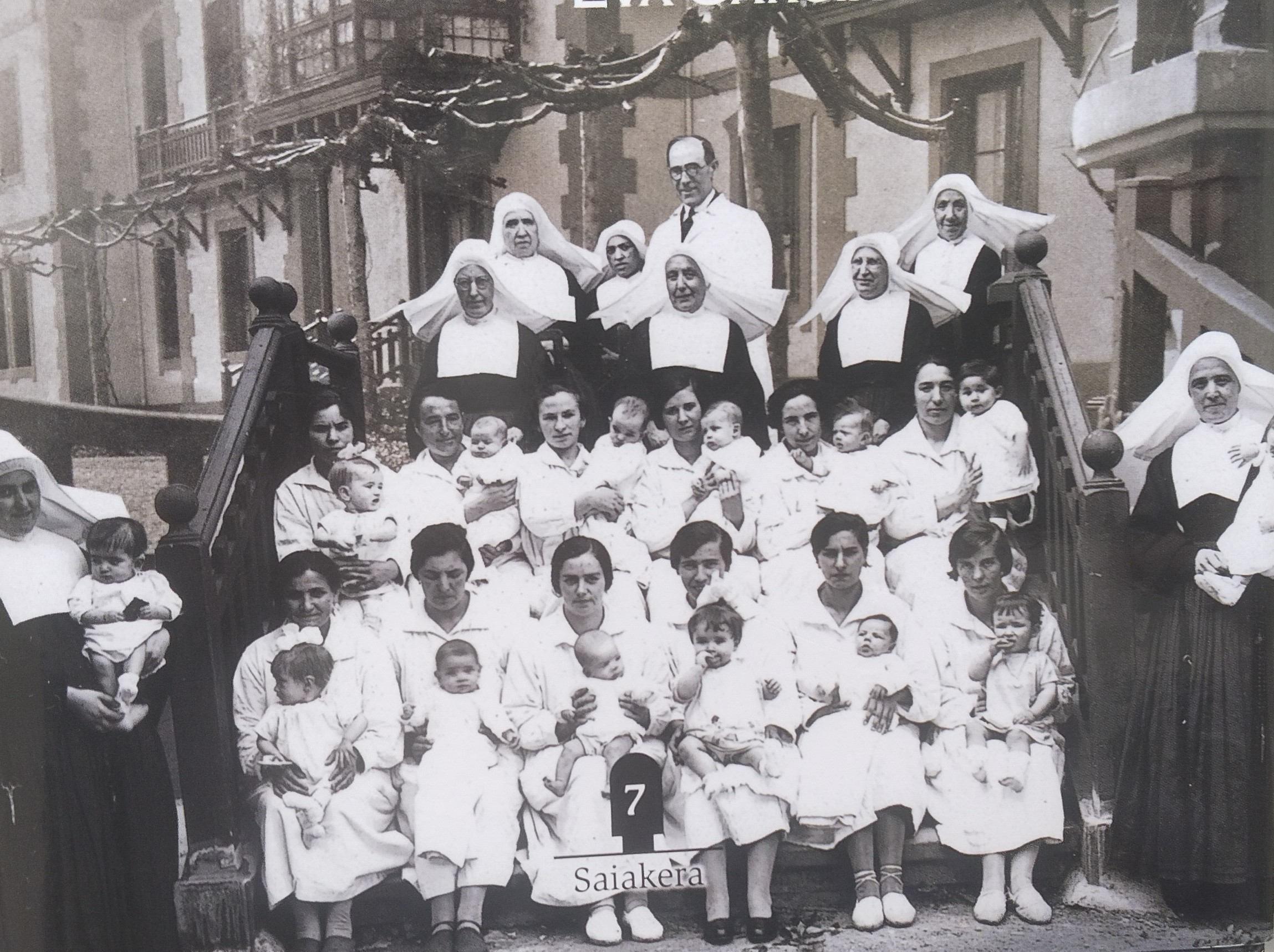
Los niños abandonados, madres, monjas y el médico en Fraisoro hacia 1930

Los últimos niños que fallecieron en Fraisoro según el médico Víctor Ormaetxea fueron un niño con síndrome de Down y un niño afectado de VIH/sida.
En 1941 a instancias del médico Jesús Alustiza, la Diputación Provincial otorgó a la superiora sor Pilar Pano Castarlenas el distintivo blanco de primera clase por su labor en la Casa Cuna desde 1909. En este sentido, en 1986 el que fuera presidente de la Diputación Xabier Aizarna hizo entrega en la Casa Cuna de una placa conmemorativa a José Antonio Alustiza en reconocimiento a su trabajo en Fraisoro.
En 2021 se editó una nueva edición en castellano del libro de Eva García Magriñá titulado "Mujeres de barro, infancias de cristal". Se presentó en Tabakalera resaltando la incomprensión familiar y el estigma social que sufrieron las mujeres y los niños que vivieron el abandono. Muchos datos y testimonios citados en el libro se obtuvieron del legado documental del médico Jesús Alustiza y del agente visitador de la Diputación Andrés Izaskun.

## Epílogo
El abandono infantil en Guipúzcoa y en el resto de  España y Europa, alcanzó dimensiones alarmantes durante los siglos XIX y mediados del XX. 
En Guipúzcoa se tiene constancia oficial del abandono  de aproximadamente  diez mil niños durante el siglo XIX. Debido a la marginalidad social y económica que padecían, la mayoría no sobrevivieron: más de la mitad no llegaron al año de vida.
La Casa Cuna de Fraisoro  fue un refugio para muchas mujeres en situación de vulnerabilidad y factor de supervivencia para  miles de niños abandonados.

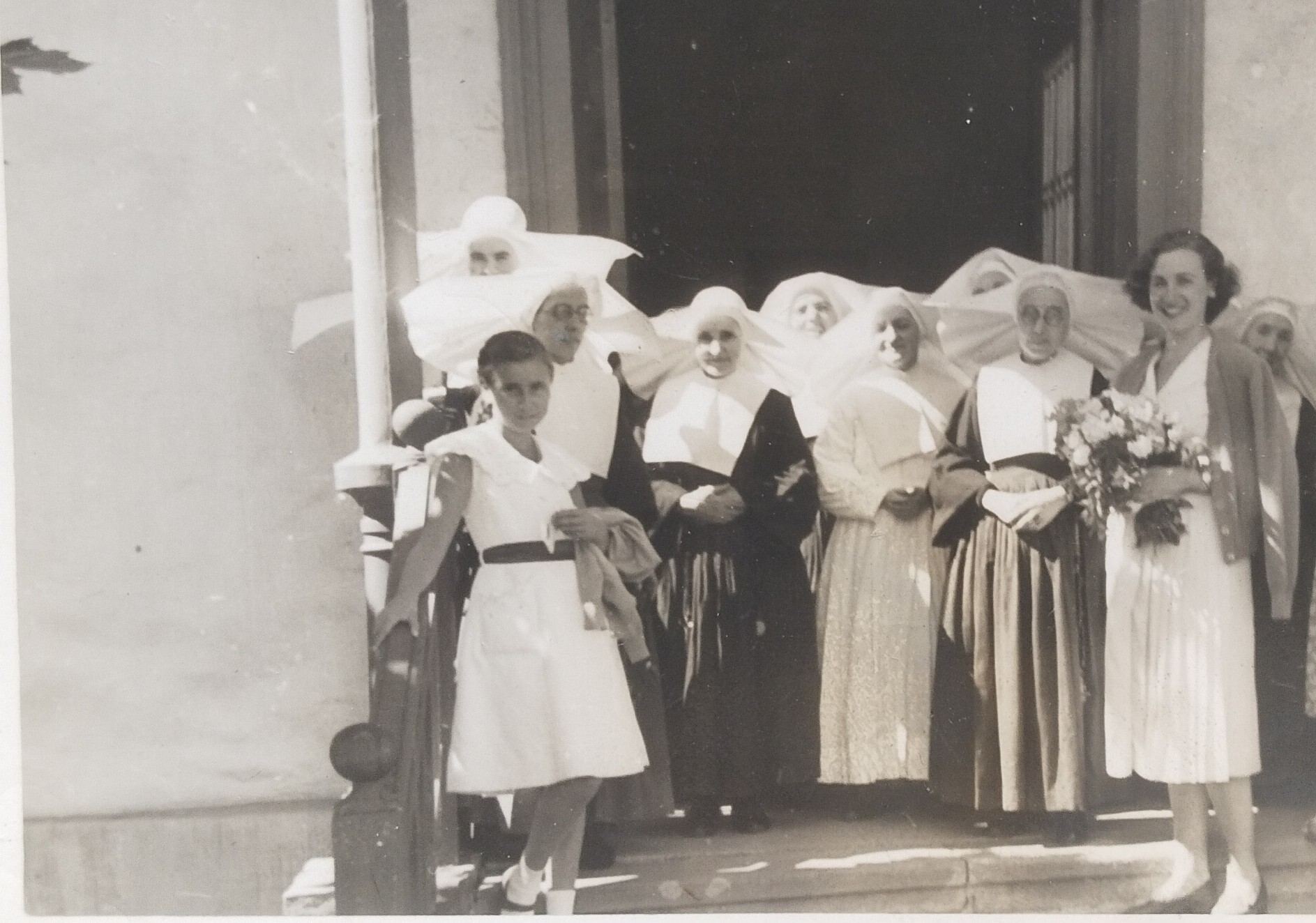
Monjas de la Casa Cuna de Fraisoro con Chelo Martínez. 1950

Este establecimiento se convirtió en uno de los servicios sociales más significativos impulsados por la Diputación de Guipúzcoa, al brindar apoyo a un colectivo profundamente discriminado y estigmatizado por la sociedad de la época. 

## Directores de la Casa Cuna
Hasta el año 1951 los directores de la Casa Cuna eran los médicos titulares de Villabona y pasaban consulta diaria en Fraisoro.  A partir de entonces los directores fueron médicos especialistas.
- José Joaquín Albea Larzabal (1903-1909).[50]
- Toribio Albea Arregi (1909-1923).
- Jesús Alustiza Urteaga (1923-1951).[3]
- Julio Albea Urrutia (1951-1960). Ginecólogo. Colaborador desde 1946.
- José Antonio Alustiza Iriarte (1951-1986).[51] Pediatra.[52] Colaborador desde 1946.
- Víctor Ormaetxea Goiri (1986-1993). Pediatra del centro de salud de Billabona.

## Vídeos
- La Casa Cuna de Fraisoro. Mujeres de barro, infancias de cristal.
- Mujeres de barro, infancias de cristal. Casa Cuna de Fraisoro. Asociación cultural Manuel Larramendi. Youtube.